# 夏雨金
夏雨金（？—？），初字漢雲，號韓雲，湖廣江陵縣籍，徽州府休寧縣人，明朝政治人物。同進士出身。

## 生平
崇禎三年（1630年）舉庚午科湖廣鄉試第十八名，崇禎七年（1634年）甲戌科登進士。户部觀政後，同年八月授浙江紹興府推官，九年父亲去世回乡守丧，十年考察，十二年補江西按察司照磨，十三年升任直隸河間府推官，十四年升刑部廣西司主事，升本司员外郎，十五年廣東主考，升福建泉州府知府。升河南副使。所著有《梦庄诗草》、《秋水堂集》。

## 家族
曾祖夏默，祖父夏值，父亲夏大寤，庠生。